# 1614 Goldschmidt
1614 Goldschmidt è un asteroide della fascia principale del diametro medio di circa 46,32 km. Scoperto nel 1952, presenta un'orbita caratterizzata da un semiasse maggiore pari a 2,9954598 UA e da un'eccentricità di 0,0753838, inclinata di 14,08804° rispetto all'eclittica.
L'asteroide è dedicato all'astronomo tedesco Hermann Mayer Salomon Goldschmidt.